# Школа Тоса

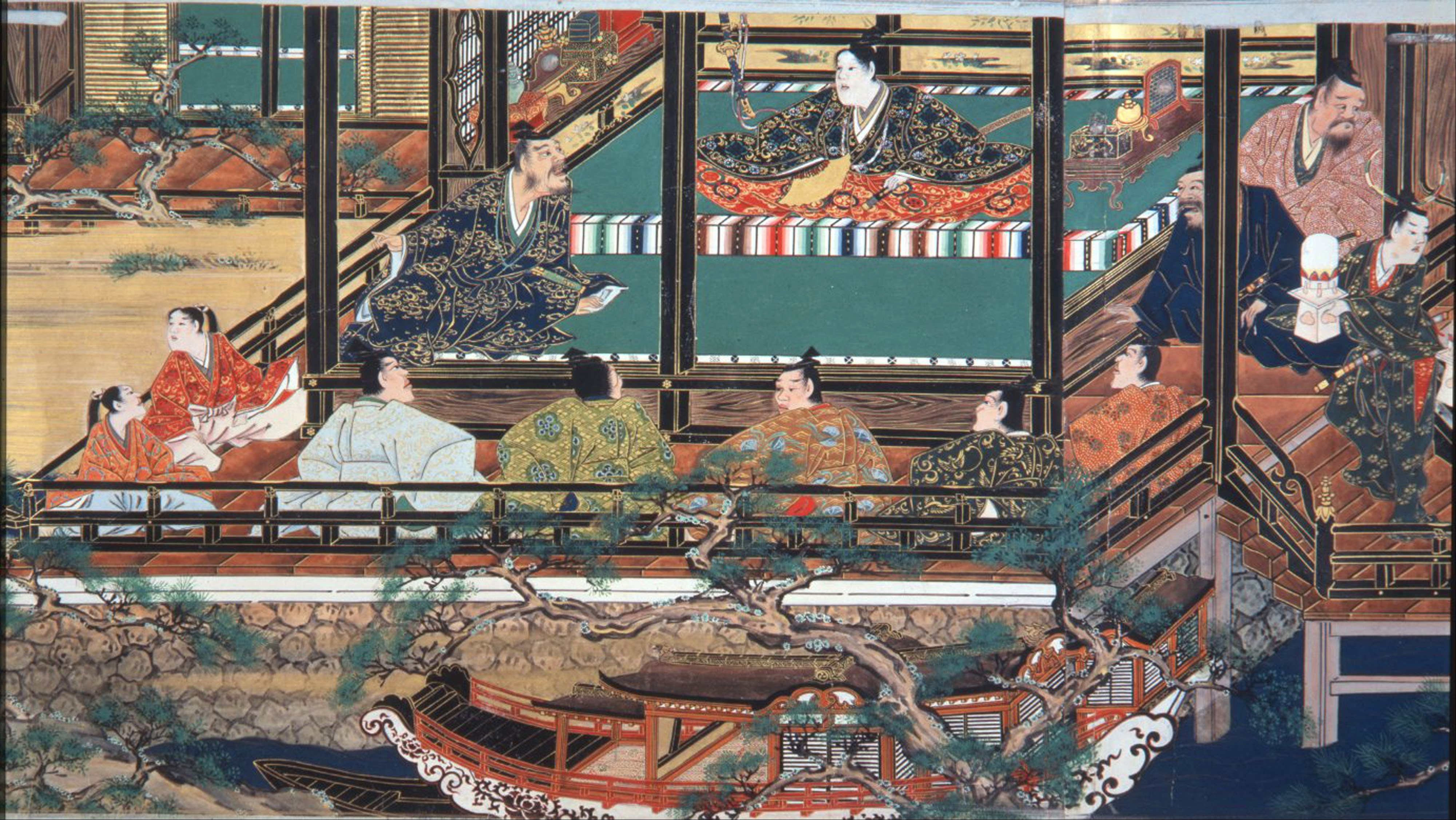
Иваса Матабэй, «История Яманаки Токивы» горизонтальный свиток, бумага, краски 34,1×15031.0 см Музей Мокити Окады, Атами

Школа Тоса (яп. 土佐派 тоса ха) — одна из старейших школ японской живописи. Существовала с начала XV до конца XIX века. Характерна подчёркнутой декоративностью, чистотой линий и филигранной детализацией живописной поверхности, красочным богатством и техническим совершенством. Расцвет школы приходится на годы жизни Тосы Мицунобы (1434—1525). Тогда представители школы Тоса в наибольшей степени пользовались покровительством сёгуната и императорского двора.

## История

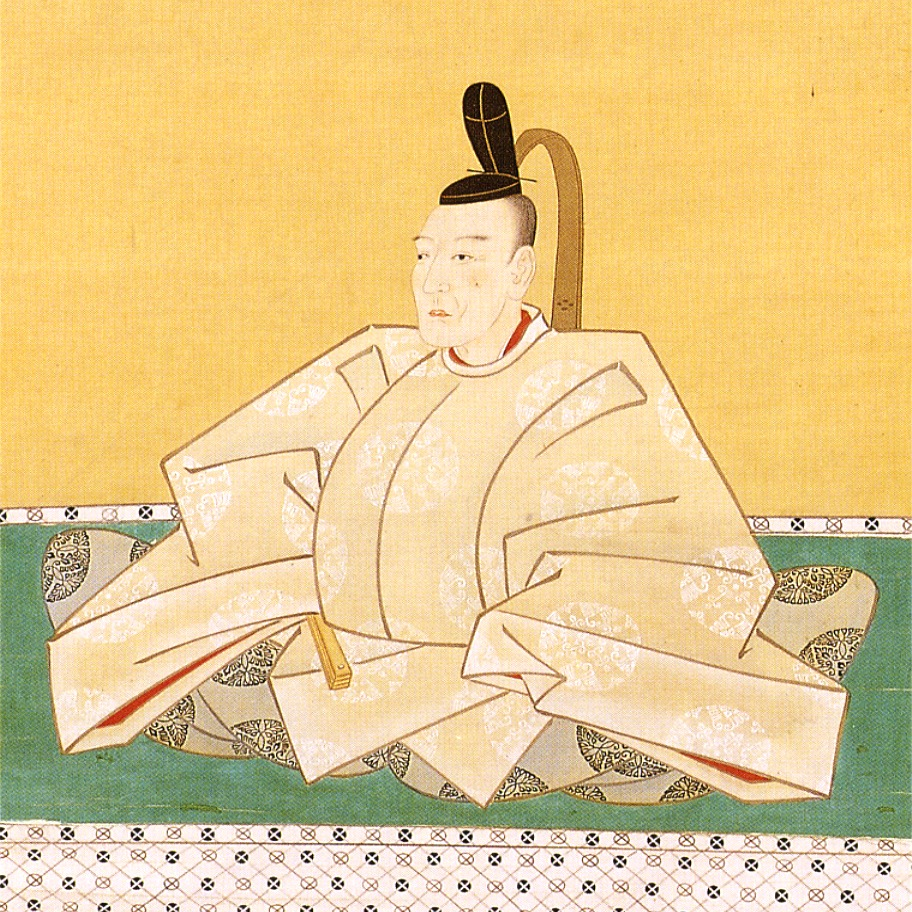
Тоса Мицунори (1583—1638), «Портрет поэта Карасумару Сукэёси» (1623—1669 / фрагмент) живопись по шёлку 110,9 × 47.7 см

Школа Тоса сформировалась в начале периода Муромати (XIV—XV вв.), и просуществовала все годы Эдо, вплоть до эпохи Мэйдзи. Развивалась в русле традиций ямато-э, используя методы, идущие от древнего японского искусства. Сюжеты живописи часто имели повествовательную канву, и были основаны на известных японских литературных и исторических текстах (Гэндзи моногатари, Записки от скуки и др.)
Самые ранние документальные свидетельства о художнике, использующим имя Тоса датируются началом XV века с художником Фудзиварой Юкисиро (яп. 藤原行広, акт. 1406—1434), который был также известен как Тоса Согэн, в связи с занимаемой им должностью губернатора в провинции Тоса. Он был сыном художника Фудзивары Юкимицу (яп. 藤原 行光, 1352—1389).
Фудзивара Юкимицу считается родоначальником этой живописной школы, которая при нём ещё не называлась школой Тоса. Позднее Тоса Мицунобу (яп. 土佐 光信, 1434—1525) основал школу официально. Он работал в эпоху сёгуната Муромати. Мицунобу занимал должность главного придворного художника (яп. 絵所預 эдокоро адзукари), специализируясь на сюжетах, написанных в стиле ямато-э. Известны его иллюстрации к классическому повествованию Повесть о Гэндзи и росписи ширм.

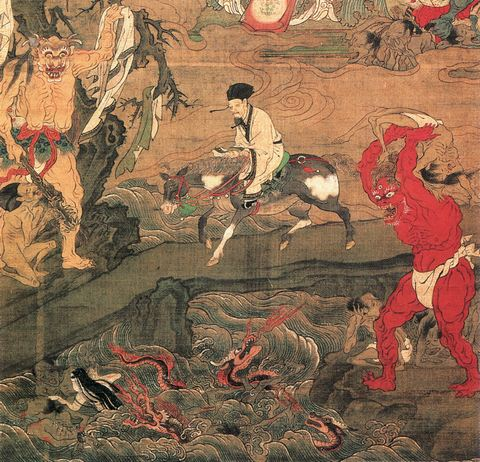
Тоса Мицунобу, «Река Сандзу», 1489 / 1490

В период Момояма (1568—1603) Тоса Мицукити перенес школу в портовый город Сакаи. А в период Эдо наследник Мицукити, Тоса Мицунори, и его сын, Тоса Мицуоки, возвратились в Киото.
Возрождение школы связано с именем Тосы Мицуоки (1617—1691). Он прославился изысканными росписями ширм, в создании которых принимал участие его сын Мицунори (1646—1710). Мицуоки был назначен главой эдокоро, мастерской при императорском дворце, выполнявшей живописные и декорационные работы по заказу аристократических семей. Пост главного художника (эдокоро-адзукари) на протяжении всего периода Эдо последовательно занимали представители школы Тоса.
Художники школы Тоса сторонились влияния китайского искусства до XVII века, что отличало эту школу от китаизированной школы Кано. Позднее, когда диапазон мотивов и жанров расширился, различия между школой Тоса и другими школами стали не столь заметными. В последующие годы в число заказов школы включалась портретная живопись и связанный с китайскими традициями жанр цветы и птицы.

## Представители школы
- Тоса Юкихиро[фр.] (яп. 土佐行広, 1406—1434)
- Тоса Мицунобу[англ.] (яп. 土佐 光信, 1434—1525)
- Тоса Мицумоти[нем.] (яп. 土佐光茂, 1496 — ок. 1559)
- Тоса Мицумото[фр.] (яп. 土佐光元, 1530—1569)
- Тоса Мицуёси (яп. 土佐 光吉, 1539—1613)
- Тоса Мицунори[нем.] (яп. 土佐光則, 1583—1638)[3][4]
- Иваса Матабэй (яп. 伝　岩佐又兵衛勝以, 1578—1650)
- Тоса Мицуоки (яп. 土佐 光起, 1617—1691)
- Сумиёси Гукэй[нем.] (яп. 住吉 広澄, 1631—1705)
- Тоса Мицунари[фр.] (яп. 土佐 光成, 1646—1710)
- Тоса Мицусада (яп. 土佐光貞, 1738—1806)[5]
- Тоса Мицудзанэ[яп.] (яп. 土佐光孚, 1780—1852)